# Dolor en los bebés
El dolor en los bebés, y si los bebés sienten dolor, ha sido un gran tema de debate en la profesión médica durante siglos. Antes de finales del siglo XIX se consideraba que los bebés experimentaban dolor más fácilmente que los adultos. Solo en el último cuarto del siglo XX las técnicas científicas establecieron que los bebés  experimentan dolor - probablemente más que los adultos - y desarrollaron medios fiables para evaluarlo y tratarlo. En fecha tan reciente como 1999, se afirmaba comúnmente que los bebés no podían sentir dolor hasta el año de edad, pero hoy en día se cree que los recién nacidos y probablemente incluso los fetos a partir de cierta edad pueden experimentar dolor. 

## Efectos
Cuando los bebés sienten dolor y este no es tratado se producen una serie de cambios metabólicos y homeostáticos, así como también un aumento de la necesidad de oxígeno, acompañado de una reducción de la eficacia del intercambio de gases en los pulmones. Esta combinación puede dar lugar a un suministro inadecuado de oxígeno, lo que puede provocar hipoxemia. Además, el aumento de la acidez estomacal acompaña a la reacción de estrés precipitada por el dolor, y existe el riesgo de que éste se aspire y llegue a los pulmones, lo que pone en peligro aún más la integridad de los pulmones y la oxigenación de los tejidos.[cita requerida] En los casos de dolor agudo y persistente, el metabolismo se vuelve predominantemente catabólico, causando una reducción de la eficiencia del sistema inmunológico y una descomposición de las proteínas causada por la acción de las hormonas del estrés. Todas estas manifestaciones juntas pueden hacer que la curación del tejido dañado o infectado se vea afectada, y la morbilidad y la mortalidad puedan aumentar
Es difícil cuantificar el efecto neuropsicológico en el vínculo entre madre e hijo, en el contacto posterior con los profesionales de la salud y en el bienestar psicológico personal y social. Las investigaciones sugieren que los bebés expuestos al dolor en el período neonatal tienen más dificultades en estas áreas. Los profesionales que trabajan en el campo del dolor neonatal han especulado que la agresión y el comportamiento autodestructivo de los adolescentes, incluido el suicidio, pueden atribuirse en algunos casos a los efectos a largo plazo del dolor neonatal no tratado

## Fisiopatología
La comprensión actual del dolor en los bebés se debe en gran medida al reconocimiento de que las fibras nerviosas no mieladas del feto y del recién nacido son capaces de transmitir información, aunque más lentamente que en el caso de las fibras mielinizadas. Al nacer un bebé tiene desarrolladas ya las vías neurales para la nocicepción y para experimentar dolor, pero las respuestas al dolor son una versión inmadura de la de un adulto. Hay una serie de diferencias tanto en la estructura de los nervios como en la calidad y el alcance de la respuesta de los nervios que se consideran pertinentes para comprender el dolor neonatal.
Los nervios de los bebés pequeños responden más fácilmente a los estímulos nocivos, con un umbral más bajo para la estimulación, que los de los adultos. El umbral de sensibilización de un bebé también disminuye sustancialmente, mientras que el proceso implica un área mucho mayor de sensibilización con cada trauma. Las vías neurales que descienden del cerebro a la médula espinal no están bien desarrolladas en el recién nacido, lo que hace que la capacidad del sistema nervioso central para inhibir la nocicepción sea más limitada que en el adulto.
También hay indicios de que el sistema nervioso del recién nacido puede ser mucho más activo que el de un adulto, en términos de transformación de sus conexiones y vías nerviosas centrales en respuesta a los estímulos. Se ha demostrado que el proceso continuo de desarrollo de la vía neural, que involucra cambios estructurales y químicos del sistema nervioso, se ve afectado por los eventos de dolor, tanto a corto plazo como potencialmente en la vida adulta.

## Diagnóstico
Algunos de los signos de dolor en los bebés son obvios, no requieren equipo especial o entrenamiento. El bebé está llorando e irritable cuando está despierto, desarrolla un patrón de sueño perturbado, se alimenta mal y muestra una reacción temerosa y desconfiada hacia los cuidadores. 
La definición clásica del dolor de la Asociación Internacional para el Estudio del Dolor como una experiencia subjetiva y emocional que se describe en términos de daño tisular, depende de que la persona que la sufre pueda autoinformarse sobre el dolor, lo cual es de poca utilidad para diagnosticar y tratar el dolor en los bebés. Más significativas son las respuestas no verbales, de las cuales hay dos tipos: los movimientos físicos bruscos y las mediciones de la respuesta fisiológica. Las primeras son simples observaciones directas, mientras que las segundas requieren un equipo específico para vigilar la presión sanguínea y los niveles de hormonas del estrés. 
La respuesta al llanto es cada vez más importante, ya que los investigadores pueden ahora diferenciar entre diferentes tipos de llanto: clasificados como "hambriento", "enojado" y "temeroso o con dolor". Sin embargo, la interpretación es difícil, dependiendo de la sensibilidad del oyente, y varía considerablemente entre los observadores
En los estudios se han buscado indicadores adicionales, visibles y fácilmente definibles del dolor y, en particular, del alto nivel de dolor que se detecta en los bebés cuando tienen hambre, en comparación con los niveles de dolor de los niños más desarrollados. Se han ensayado combinaciones de llanto con expresiones faciales, postura y movimientos, con la ayuda de mediciones fisiológicas, y se ha comprobado que son indicadores fiables. Se han publicado y verificado varias de esas escalas de observación [¿cuál?] Incluso con respuestas evidentes de un bebé, el problema subyacente puede estar oculto. Debido a la incapacidad de hablar o a los efectos secundarios de la enfermedad, puede ser difícil aportar un diagnóstico adecuado, lo que hace que el diagnóstico del bebé sea uno de los más difíciles de hacer en el campo de la medicina. 

### Escala de dolor postoperatorio de niños y bebés
A menudo se utiliza en la evaluación de bebés hospitalizados la Escala de Dolor Postoperatorio en Niños y Bebés ( ChIPPS por sus siglas en inglés The Children and Infants Postoperative Pain Scale ). La escala no requiere medidas especiales, y por lo tanto es aplicable en una amplia gama de circunstancias. 
Descrita en el año 2000, [¿quién?] la escala utiliza una medida de cinco elementos, cada uno clasificado como 0, 1 o 2 basado en los siguientes parámetros: 
| Ítem                   | Puntuación 0       | Puntuación 1 | Puntuación 2    |
| ---------------------- | ------------------ | ------------ | --------------- |
| Llorando               | Ninguna            | Gimiendo     | Gritando        |
| Expresión facial       | Sonriendo relajado | Boca torcida | Haciendo muecas |
| Postura del tronco     | Neutral            | Variable     | Alzardo         |
| Postura de las piernas | Neutral            | Pateando     | Apretadas       |
| Inquietud motora       | Ninguna            | Moderada     | Inquieto        |

La puntuación total indica cómo se debe manejar al bebé según la escala:
- 0–3 No hay requisitos para tratar el dolor,
- 4–10 Necesidad progresivamente mayor de analgesia.

Todas las observaciones, tanto de movimiento como fisiológicas, tienden a disminuir cuando el dolor es persistente, lo que hace que la escala no sea fiable en los casos agudos o prolongados. Además, la hiperalgesia y la alodinia se producen más rápidamente y de forma más extensa en los bebés que en los adultos. Por consiguiente, los cambios diarios en la respuesta a una lesión específica pueden volverse impredecibles y variables.

## Tratamiento
Cuando el bebé deba someterse a algún tipo de procedimiento planificado, los profesionales de la salud tomarán medidas para reducir el dolor al mínimo, aunque en algunas circunstancias puede no ser posible eliminar todo el dolor.   [¿cuál?]
En caso de enfermedad, accidente y dolor postoperatorio, se establece una secuencia gradual de tratamiento como práctica habitual. La investigación está facilitando y simplificando la atención necesaria, con una comprensión más clara de los riesgos y los posibles efectos secundarios . 

### Medidas que no involucran medicamentos

#### Consoladoras
Tocar, sostener, acariciar, mantener el calor, hablar y cantar/música son formas en las que los adultos han consolado a los bebés desde el comienzo de la historia de la humanidad. Esta forma de manejar el dolor es compartida con otros primates, donde las acciones son realizadas tanto por adultos femeninos como masculinos. Los niños que son capaces de verbalizar el dolor reportan que es una estrategia ineficaz y se asume que esto también es cierto para los bebés. 
Aunque el dolor de un procedimiento puede o no verse afectado, el temor se reduce visiblemente. Esto funciona para mejorar los efectos negativos del miedo en las situaciones de atención médica. Por consiguiente, se considera una buena práctica hacer participar directamente a los padres o cuidadores, estando estos presentes y en contacto con el bebé siempre que sea posible antes de un procedimiento doloroso menor, como la extracción de sangre, o antes de aplicar una inyección de anestesia local. 

#### Estimulación oral
La lactancia materna, el uso de un chupete y la administración de azúcar por vía oral han demostrado reducir los signos de dolor en los bebés. El azúcar reduce los cambios electroencefalográficos, pero el mecanismo para esto sigue siendo desconocido; no parece estar mediado por endorfinas. Como en el caso del consuelo, se desconoce si el dolor físico se reduce o si es el nivel de ansiedad el que se ve afectado. Sin embargo, se supone que la reducción del comportamiento de dolor va acompañada de una reducción de los trastornos relacionados con el dolor, tanto inmediatos como a largo plazo..

#### Azúcar oral
El azúcar tomado por vía oral reduce el tiempo total de llanto pero no la duración del primer llanto en los recién nacidos sometidos a un procedimiento doloroso (una sola punción en el talón). El término médico utilizado para la ingesta de azúcar es sacarosa oral y se utilizan soluciones de ésta para reducir temporalmente el dolor y el estrés a fin de prevenir posibles consecuencias para la salud. No modera el efecto del dolor en la frecuencia cardíaca y en un estudio reciente se comprobó que el azúcar no afectaba significativamente a la actividad eléctrica relacionada con el dolor en los cerebros de los recién nacidos un segundo después del procedimiento de punción del talón. El líquido oral dulce reduce moderadamente la incidencia y la duración del llanto causado por la inyección de la inmunización en los niños entre uno y doce meses de edad

#### Saturación sensorial
Se basa en la competencia de varios estímulos suaves con la transmisión del dolor al sistema nervioso central: la llamada teoría del control de la puerta del dolor (propuesta por Patrick David Wall y Ronald Melzack en 1965.) La saturación sensorial sigue una regla de las "3Ts": usar el tacto, el gusto y el habla para distraer al bebé y antagonizar el dolor. En los bebés tratados con saturación sensorial, se observó una reducción del tiempo de llanto y de la puntuación del dolor, con respecto a un grupo de control y con respecto a los grupos en los que solo se utilizaba el azúcar oral, solo la succión o una combinación de ambas. Los estímulos de las "3T" (tacto, habla y gusto) que se dan a lo largo del procedimiento doloroso aumentan el conocido efecto analgésico del azúcar oral. La saturación sensorial se ha incluido en varias directrices internacionales sobre analgésicos

#### Otras técnicas
Otras técnicas "anticuadas" están siendo probadas con cierto éxito. Se ha demostrado que la técnica de "arropamiento", el envolvimiento en pañales y el "método de la madre canguro" reducen la respuesta de los bebés a circunstancias dolorosas o estresantes, mientras que se ha desarrollado una técnica integral de lactancia, llamada "cuidado del desarrollo", para el manejo de los bebés prematuros.

### Medidas que involucran medicamentos

#### Anestésicos locales
Se han desarrollado diversas cremas anestésicas tópicas, que van desde agentes únicos con buena penetración en la piel, hasta mezclas eutécticas de agentes y formulaciones tecnológicamente modernas de lidocaína en microesferas. Son eficaces en procedimientos adecuados, si se aplican correcta y oportunamente. Las desventajas son la lenta aparición de una anestesia adecuada, la analgesia inadecuada para procedimientos más grandes y la toxicidad de la medicación absorbida. 
La anestesia de infiltración local, es decir, la infiltración de un agente anestésico directamente en la piel y el tejido subcutáneo donde se va a realizar el procedimiento doloroso, puede utilizarse eficazmente para reducir el dolor después de un procedimiento bajo anestesia general. Para reducir el dolor de la inyección inicial, puede aplicarse una pomada anestésica tópica. Ejemplos de estos anestésicos locales que se utilizan en los recién nacidos son el ropivacano y el bupivacano. Los neonatos pueden recibir estas inyecciones con seguridad porque nacen con enzimas que son capaces de digerir completamente estos químicos sin que esto dañe demasiado su hígado. 
La anestesia regional requiere la inyección de anestesia local alrededor de los troncos nerviosos que irrigan una extremidad o en el espacio epidural que rodea la médula espinal . Se utiliza para el alivio del dolor después de la cirugía, pero requiere instalaciones especiales para la observación del bebé hasta que el efecto se haya agotado. 

#### Analgésicos
Como el lugar del dolor en los bebés es difícil de confirmar, se suele desaconsejar el uso de analgésicos hasta que se haya realizado un diagnóstico adecuado. En el caso de todos los analgésicos, la inmadurez del sistema nervioso y las vías metabólicas del bebé, la diferente forma en que se distribuyen los fármacos y la menor capacidad del bebé para excretarlos a través de los riñones hacen que la prescripción de la dosis sea importante. Los efectos secundarios potencialmente perjudiciales de los medicamentos analgésicos son los mismos para los bebés que para los adultos y son bien conocidos y manejables. 
Existen tres formas de analgesia adecuadas para el tratamiento del dolor en los bebés: el paracetamol (acetaminofén), los antiinflamatorios no esteroideos y los opiáceos. El paracetamol es seguro y eficaz si se administra en la dosis correcta. Lo mismo ocurre con los antiinflamatorios no esteroideos, como el ibuprofeno (rara vez se utiliza la aspirina). De los opiáceos, la morfina y el fentanilo se utilizan con mayor frecuencia en el ámbito hospitalario, mientras que la codeína es eficaz para su uso en el hogar. 

## Historia

### Pre finales del siglo XIX
Antes de finales del siglo XIX, se consideraba que los bebés eran más sensibles al dolor que los adultos. Doris Cope cita al cirujano pediátrico Felix Würtz de Basilea, escribiendo en 1656: 

Si la piel nueva de los ancianos es tierna, ¿qué piensas de un bebé recién nacido? ¿Te duele tanto una pequeña cosa en un dedo, cómo le dolerá entonces a un niño, que se siente atormentado en todo su cuerpo, que no tiene más que una tierna carne nueva?

### Finales delsigloXIX
A finales del siglo XIX y la primera mitad del siglo XX [cita requerida], se enseñó a los médicos que los bebés no experimentaban dolor y trataban a sus jóvenes pacientes en consecuencia. Desde pinchazos con agujas hasta amigdalectomías y operaciones de corazón se hacían sin anestesia ni analgesia, salvo la relajación de los músculos para la cirugía.[cita requerida] Se creía que en los bebés la expresión del dolor era reflexiva y, debido a la inmadurez del cerebro infantil, el dolor no podía importar realmente.
Cope considera probable que la creencia  surgiese de una mala interpretación de los descubrimientos hechos en la nueva ciencia de la embriología. El Dr. Paul Flechsig equiparó la no-mielinización de gran parte del sistema nervioso de un bebé con la incapacidad para que este funcionase.[cita requerida]
Se creía en general que los bebés no recordaban ningún dolor que hubieran sentido por casualidad, y que la falta de memoria consciente significaba la ausencia de daños a largo plazo. Los estudios científicos en animales con diversas lesiones cerebrales se interpretaron como un apoyo a la idea de que las respuestas observadas en los bebés eran meramente reflejos espinales. Además, todo el esfuerzo por aliviar el dolor se consideraba inútil, ya que se pensaba que era imposible medir el dolor del niño
Esto, junto con la preocupación de que el uso de opiáceos conduciría a la adicción, y el tiempo y el esfuerzo necesarios para proporcionar una analgesia adecuada al recién nacido, contribuyeron a la práctica continua de la profesión médica de no proporcionar alivio del dolor a los bebés.

### Mediados de 1980
En los Estados Unidos, los acontecimientos que rodearon una operación provocaron un cambio importante en la práctica. El bebé Jeffrey Lawson fue sometido a una operación a corazón abierto en 1985. Su madre, Jill R. Lawson, descubrió posteriormente que había sido operado sin ninguna anestesia, salvo un relajante muscular. Empezó una vigorosa campaña de concienciación que creó una reacción pública y médica tan grande que en 1987 la opinión médica había cambiado de opinión. 
Se iniciaron varios estudios sobre la medición del dolor en niños pequeños y sobre las formas de reducir la respuesta a las lesiones y empezaron a aparecer publicaciones sobre las respuestas hormonales y metabólicas de los bebés a los estímulos de dolor, que confirmaron que el suministro de anestesia y analgesia adecuadas era una mejor medicina tanto por motivos humanitarios como fisiológicos.[cita requerida]
Actualmente se acepta que el recién nacido responde más ampliamente al dolor que el adulto, y que la exposición a un dolor intenso, sin un tratamiento adecuado, puede tener consecuencias a largo plazo. A pesar de la dificultad de evaluar el dolor que experimenta un bebé, y del problema práctico de prescribir la dosis o la técnica de tratamiento correctas, la medicina moderna está firmemente comprometida con la mejora de la calidad del alivio del dolor para los muy jóvenes.
El tratamiento eficaz del dolor beneficia al bebé inmediatamente, reduce algunas consecuencias negativas a mediano plazo y probablemente previene una serie de problemas psicofisiológicos en los adultos.